# Méaulte
Méaulte là một xã ở tỉnh Somme, vùng Hauts-de-France, Pháp.

## Địa lý
Thị trấn này tọa lạc trên đường D329, khoảng 20 dặm Anh về phía đông bắc của Amiens.

## Dân số
| 1962                                                         | 1968 | 1975 | 1982 | 1990 | 1999 |
| ------------------------------------------------------------ | ---- | ---- | ---- | ---- | ---- |
| 1016                                                         | 1048 | 1022 | 1074 | 1259 | 1254 |
| Số liệu điều tra dân số từ năm 1962, dân số không tính trùng |      |      |      |      |      |